# Jongny
Jongny é uma comuna da Suíça, situada no distrito do Riviera-Pays-d'Enhaut, no cantão de Vaud. Tem 2,16 km² de área e sua população em 2018 foi estimada em 1.534 habitantes.